# 女満別町

朝日ヶ丘展望台 ひまわり畑

女満別町（めまんべつちょう）は、北海道網走支庁管内の網走郡に属した町。女満別空港の所在地として知られる。
町名の由来はアイヌ語の「メマンペッ」（泉池がある川）。
2006年3月31日、東藻琴村と合併し、大空町となった。

## 地理
- 網走支庁東部に位置する。
- 159.02 km2の総面積のおよそ1/3は網走湖が占める。
- 北緯43度54分 東経144度10分、北海道のオホーツク地方に位置する。台地と、網走川流域の低湿地で構成され、高台（東部に広がる台地）では畑作、低台（網走川流域の低湿地）では水稲を中心とした農業が発達している。
- 旭川と網走を結ぶ国道39号、JR石北本線が町の中心部を通る。また、町内に所在する女満別空港は年間100万人を超える利用客がある。
- 女満別湖畔は北海道景観100選に選ばれている。

### 隣接していた自治体
- 網走支庁
  - 網走市
  - 北見市
  - 網走郡：美幌町、東藻琴村

## 歴史
- 石器時代より栄えた。石錘・石鏃などが発掘されている。
- 1808年（文化4年） - 幕府の天領となる。
- 1821年（文政4年） - 一旦松前藩領に復す。
- 1855年（安政2年） - 再び天領となる。
- 1890年（明治23年） マッチ軸木材伐採のため造材小屋が作られ、人が居住しはじめる。
- 1898年（明治31年） 農業に従事する者が定住し本格的な開拓が始まる。
- 1912年（大正元年） 北見・網走間の鉄道が開通し女満別駅が開業する。以後急速に入植者が増え、基礎的な集落が編成される。
- 1921年（大正10年） 4月1日、網走町（現・網走市）の大字網走村、大字最寄村の各一部が分村し女満別村が誕生
- 1936年（昭和11年） 2大字を以下の各行政字に再編[1]。
  - 網走村 → 西1〜3条、東1〜2条、公園通、本町、湖南、朝日、昭和、巴沢、日進、開陽、大成、大東、中央、本郷、住吉
  - 最寄村 → 本郷、住吉、豊里、高野
- 1946年（昭和21年）9月30日 高野を美幌町に編入。
- 1951年（昭和26年） 4月、町制を施行し、女満別町となる。

## 気象
- オホーツク海性の気圧に影響され、低温少雨の気象
- 気象庁地磁気観測所（きしょうちょうちじきかんそくじょ）女満別出張所において地磁気観測が行われている。

## 経済

### 産業
- 農業（畑作）・漁業（内水面）が発達。
  - 農業 - 総面積に占める農地の割合は約50%と非常に高い。主な作物は麦、ジャガイモ、テンサイ（グラニュー糖の原料）と水稲（もち米）である。しかしこうした主作物は、需要が減り、価格が低迷していることから、花卉・野菜や肉用牛飼育等の収益性の高いものへの取り組みが盛んに行われている。気温が低く病害虫が発生しにくい気象条件にあるため、農薬の使用量を押さえ安全な農作物を生産を目指している。
  - 内水面漁業 - 網走湖を漁場とする内水面漁業を有し、ワカサギ・シジミ・シラウオ・コイを主な資源としている。9月にはしらうお祭りが開催される。

## 姉妹都市・提携都市
- 東京都稲城市

## 教育
全ての教育機関が2学期制を実施している。
- 高等学校
  - 北海道女満別高等学校
- 中学校
  - 女満別町立女満別中学校
- 小学校
  - 女満別町立女満別小学校
  - 女満別町立豊住小学校
- 幼稚園
  - 女満別町立女満別幼稚園

## 交通

### 空港
- 空港 －年間利用者数100万人を超える 女満別空港を擁する。

### 鉄道
- 北海道旅客鉄道（JR北海道）
  - 石北本線 : 西女満別駅 - 女満別駅

### バス
- 高速バス「ドリーミントオホーツク号」【網走バス・北海道北見バス・北海道中央バス共同運行】
- 網走バス
- 女満別空港連絡バス
  - 北海道北見バス - 端野・北見方面
  - 阿寒バス - 美幌駅・阿寒湖方面
  - 網走バス - 女満別市街・網走市内方面
  - 斜里バス - 網走駅・斜里・ウトロ方面

### 道路
- 高速道路
  - 北海道横断自動車道網走線（美幌バイパス）：女満別空港IC（2005年7月3日 14時30分開通）
- 一般国道
  - 国道39号 - 町の中心部
  - 国道334号 - 南部の開陽地区
- 都道府県道
  - 北海道道64号女満別空港線
  - 北海道道104号網走端野線
  - 北海道道246号小清水女満別線
  - 北海道道248号嘉多山美幌線
  - 北海道道249号福住女満別線
  - 北海道道714号住吉女満別停車場線
  - 北海道道1168号女満別空港インター線
- 道の駅
  - 道の駅メルヘンの丘めまんべつ

## 名所・旧跡・観光スポット・祭事・催事

### レジャー
- パークゴルフ - 女満別駅前、朝日ヶ丘展望台
- キャンプ - 網走湖女満別湖畔
- シジミ採り - 網走湖女満別湖畔

### 観光
- 網走国定公園
- 女満別町湿生植物群落 - 国の天然記念物『水芭蕉大群落』(ミズバショウだいぐんらく)
- ひまわり畑 - 秋に咲く畑一面に広がる黄色い太陽
- 温泉 - 泉質の違う温泉が4か所
- メルヘンの丘
- 朝日ヶ丘展望台 - 黒澤明 監督の「夢」撮影現場の一つ
- ドラゴンボ−ト競技会-賞金総額110万円のボートレース

### 行事
- 女満別国際音楽セミナー（1983-2002）小林研一郎指揮法講座他

### 出身有名人
- 松樹路人（1927年 - ） 洋画家 武蔵野美術大学名誉教授・独立美術協会会員
- 神田山陽（1966年 - ） 講談師 落語芸術協会会員。